# HMS Ashanti (F51)
HMS Ashanti (L51/F51/G51) là một tàu khu trục lớp Tribal được chế tạo cho Hải quân Hoàng gia Anh Quốc trước Chiến tranh Thế giới thứ hai. Nó đã phục vụ trong Thế Chiến II và bị bán để tháo dỡ sau chiến tranh vào năm 1949. Tên nó được đặt theo tên chủng tộc người Ashanti tại Ghana thuộc Châu Phi, và là chiếc tàu chiến đầu tiên của Hải quân Hoàng gia mang cái tên này.

## Thiết kế và chế tạo
Ashanti được đặt hàng cho xưởng tàu của hãng William Denny ở Dumbarton vào tháng 6 năm 1936 trong Chương trình Chế tạo Hải quân 1935. Nó được đặt lườn vào ngày 23 tháng 11 năm 1936 và được hạ thủy vào ngày 5 tháng 11 năm 1937, được đỡ đầu bởi Lady Shuckburgh. Ashanti được hoàn tất và nhập biên chế vào ngày 21 tháng 12 năm 1938.

## Lịch sử hoạt động

### Trước chiến tranh
Cho dù Bộ Hải quân Anh dự định một kế hoạch cho các tàu chiến lớp Tribal viếng thăm vùng đất cư trú của dân tộc mà con tàu được đặt tên, Ashanti là một trong số ít những chiếc thực hiện được điều này. Nó lên đường vào ngày 27 tháng 2 năm 1939 để đi Takoradi thuộc Bờ biển Vàng (thuộc Ghana ngày nay). Trong chuyến viếng thăm, thủy thủ đoàn của con tàu được trao tặng một chiếc chuông bạc và một tấm khiêng vàng từ tay thủ lỉnh người Asantehene, Osei Tutu Agyeman Prempeh II. Con tàu cũng tiếp đón nhiều khách của bộ tộc viếng thăm, chúc lành và trao tặng những biểu tượng cho sự dũng cảm và sống sót cho con tàu.
Vào tháng 5 năm 1939, con tàu ghé thăm Pháp trong một chuyến viếng thăm hữu nghị, nhằm mục đích chuẩn bị khi Chiến tranh Thế giới thứ hai đang đến gần để các thủy thủ Anh làm quen với các đồng minh tương lai thuộc Hải quân Pháp. Sang tháng sau, trong thành phần Chi hạm đội Khu trục 6, Ashanti tìm cách trợ giúp cho chiếc tàu ngầm HMS Thetis bị hư hại. Cho dù chiếc tàu ngầm được tìm thấy tiếp tục nổi, các nỗ lực cứu hộ con tàu bị thất bại, và chỉ có bốn người được cứu thoát khi con tàu chìm với 99 người khác còn bị mặc kẹt bên trong chiếc tàu ngầm. Hoạt động chính tiếp theo của nó

### Thế Chiến II
Ashanti và Chi hạm đội Khu trục 6 khởi đầu chiến tranh bằng việc cộng tác với Hải quân Pháp, nhưng khi cuộc xung đột tiếp diễn, họ ngày càng ít gặp gỡ nhau. Vào năm 1940, vai trò chính của nó là tuần tra chống tàu ngầm, hộ tống vận tải và bảo vệ các tàu chiến chủ lực. Nó bị buộc phải quay trở lại cảng vào tháng 3 năm 1940 sau khi bị rò rỉ nước biển trộn lẫn vào nước cung cấp cho nồi hơi.
Đến tháng 4, sau khi việc sửa chữa hoàn tất, nó được bố trí tại Bắc Hải để hỗ trợ các chiến dịch tại Na Uy. Ashanti chỉ đạt được ít kết quả trong vai trò này, nhưng lại là mục tiêu của nhiều cuộc không kích của máy bay Đức. Một đợt tấn công đã làm hỏng máy phát điện chính khiến con tàu mất điện; nó phải chạy zig-zag để thoát ra khỏi vũng biển và né tránh các kẻ tấn công. Sang tháng 6, nó quay trở lại vai trò hộ tống và tuần tra chống tàu ngầm. Vào ngày 10 tháng 8, nó giúp các tàu hải quân và tàu đánh cá khác trong việc cứu vớt hơn 300 ngời sống sót từ chiếc tàu buôn tuần dương vũ trang HMS Transylvania vốn bị đắm trước đó do trúng ngư lôi phóng từ tàu ngầm Đức U-56 khoảng 40 dặm (64 km) về phía Bắc bờ biển Ulster.
Khi chiếc thiết giáp hạm mới King George V được hoàn tất, Ashanti hình thành nên lực lượng hộ tống cho nó đi đến Scapa Flow. Mối đe dọa chính là thủy lôi, nên Ashanti cùng với bốn tàu khu trục khác đã dẫn đầu trong một nỗ lực cảm tử và bí mật nhằm kích nổ mọi quả mìn có thể hiện diện trong khu vực. Trong bóng đêm, tàu khu trục Fame bị mắc cạn lúc trời đang mưa phùn dày đặc. Ashanti đi ngay phía sau nó và đã va chạm, làm vỡ ống dẫn nhiên liệu của cả hai con tàu. Fame sau đó bốc cháy; chiếc Maori chị em cùng lớp Tribal cũng bị mắc cạn, làm phá hủy vòm sonar ASDIC của nó. Sự căng thẳng hiện diện trên các con tàu, do không ai biết rõ mục đích của chuyến đi, và nỗi lo ngại càng tăng thêm do thủy triều đang xuống thấp và các chiếc tàu khu trục bị mắc cạn chờ thủy triều lên. Khi nước dâng trở lại, các con tàu bị xoay tròn va vào đá và bị hư hại thêm. Ashanti bị hư hại đến mức xưởng tàu Vickers-Armstrongs phải gửi một toán sửa chữa đến địa điểm tai nạn. Nó chỉ nổi trở lại được sau hai tuần và được kéo đến Newcastle để sửa chữa. Phải mất gần một năm cho đến khi con tàu có thể hoạt động trở lại.
Hoạt động chính tiếp theo của nó là cùng với các tàu chị em lớp Tribal khác tham gia Chiến dịch Archery tại quần đảo Lofoten thuộc Na Uy vào tháng 12 năm 1941. Họ càn quét sự hiện diện của quân Đức tại Vågsøy và sử dụng quần đảo như là căn cứ để tấn công tàu bè Đức có mặt tại khu vực. Các mục tiêu trên bờ bị bắn phá và các xuồng nhỏ Đức bị bắn hỏng, nhưng chiến dịch bị hủy bỏ vào ngày 28 tháng 12 sau khi Đức tăng cường không kích xuống cảng của hòn đảo. Sau cuộc đột kích này, Adolf Hitler tin rằng Anh đang chuẩn bị cho một cuộc chiếm đóng Na Uy, và đã điều động một số lực lượng đáng kể đến đây đối phó với cuộc tấn công.
Những con tàu trong lớp Tribal vẫn còn tập trung với nhau, và sau những chuyến hộ tống Vận tải Bắc Cực đến Murmansk thuộc Nga, chúng được gửi đi trong thành phần một lực lượng lớn nhằm giải vây cho Malta. Sau đó chúng quay trở lại nhiệm vụ hộ tống vận tải đi sang Nga; Ashanti cùng một số tàu khu trục lớp Tribal được tái trang bị lại cho nhiệm vụ này, bằng việc cách nhiệt chung quanh các thành phần trọng yếu để ngăn ngừa hư hại do nhiệt độ quá thấp.
Ashanti đã hộ tống Đoàn tàu PQ-18 đi sang Liên Xô vốn chịu đựng nhiều cuộc tấn công bởi tàu ngầm U-boat và máy bay Đức. 42 máy bay ném bom-ngư lôi Heinkel He-111 và 35 máy bay ném bom bổ nhào Junkers Ju-88 của Không quân Đức đã đồng loạt tấn công đoàn tàu, áp đảo các tàu hộ tống bảo vệ. Tàu ngầm U-boat đối phương bắt đầu bám theo đoàn tàu, một số bị đánh chìm: U-88 bị HMS Faulknor đánh chìm, U-457 bởi HMS Impulsive, và U-589 bởi HMS Onslow và máy bay từ tàu sân bay hộ tống HMS Avenger. Tám tàu buôn đã bị đánh chìm trong ngày 12 tháng 9, và sang ngày 13 tháng 9, phía Đức mất năm chiếc Heinkel do bị máy bay tiêm kích Hawker Hurricane bắn rơi. Đồng Minh chịu thêm tổn thất khi chiếc tàu chở dầu bị trúng ngư lôi vào ngày 14 tháng 9 và phải bỏ lại; các cuộc không kích tiếp theo bị đẩy lui và phía Đức bị mất thêm hơn 20 máy bay. Thêm hai tàu buôn bị không kích đánh chìm khi gần đến cảng Murmansk; tổng cộng 13 tàu buôn đã bị mất trong chuyến đi này.
Đoàn tàu QP-14 quay trở về cũng không tránh khỏi bị tấn công, lần này là bởi tàu ngầm U-703. Ashanti và HMS Somali đã phối hợp với nhau trong việc săn tìm tàu ngầm đối phương vốn bị ngăn trở do thiếu nhiên liệu. Sau khi thay phiên vào vị trí của Ashanti, Somali trúng ngư lôi phóng từ tàu ngầm và bị hư hại nặng. Hầu hết thủy thủ đoàn được cứu thoát, nhưng trong số 80 người tình nguyện ở lại để cứu con tàu, hầu hết đã thiệt mạng khi con tàu chìm sau đó. Năm tàu khác bị đánh chìm cùng trong ngày hôm đó, bốn chiếc bởi tàu ngầm U-435, bao gồm chiếc tàu quét mìn HMS Leda.
Hoạt động chính tiếp theo của nó là trong Chiến dịch Torch, khi nó bảo vệ cho các tàu chiến chủ lực nhằm chuẩn bị cho việc chiếm đóng Bắc Phi. Khi cuộc đổ bộ bắt đầu vào ngày 8 tháng 11, nó được bố trí để ngăn ngừa mọi sự can thiệp của tàu chiến đối phương trong Địa Trung Hải. Nó tiếp tục ở lại khu vực này cho đến tháng 6 năm 1943, khi những vấn đề rò rỉ của thùng cấp nước nồi hơi được nó phải được sửa chữa lớn tại một xưởng tàu tư nhân trên sông Thames, Anh Quốc.
Sau đợt tái trang bị, Ashanti hoạt động từ căn cứ ở Scapa Flow hộ tống các đoàn tàu vận tải Bắc Cực cho đến cuối năm 1943. Từ năm 1944, nó tuần tra tại khu vực eo biển Manche nhằm chuẩn bị cho cuộc đổ bộ Normandy. Trong nhiệm vụ này, nó cộng tác chặt chẽ với các tàu khu trục lớp Tribal của Canada HMCS Haida và HMCS Huron. Vào lúc diễn ra chính cuộc đổ bộ, nó tuần tra tại khu vực eo biển và bảo vệ chống lại các hạm tàu nổi Đức từ hướng tiếp cận Tây Nam và khu vực vịnh Biscay. Vào ngày 9 tháng 6, một nhóm tàu khu trục Đức bị phát hiện ngoài khơi Brittany, và bị đối đầu bởi Ashanti, Huron, Haida, Eskimo và Javelin cùng các tàu khu trục Ba Lan ORP Piorun và ORP Błyskawica. Kết quả là tàu khu trục Đức lớp Narvik Z32 bị đánh đuổi mắc cạn và đắm; tàu khu trục Z24 bị hư hại nặng, và tàu khu trục ZH1 nguyên là chiếc Gerard Callenburgh của Hà Lan bị đánh chìm.
Hoạt động cuối cùng của Ashanti trong chiến tranh là ngăn chặn việc triệt thoái binh lính Đức khỏi Pháp. Vào ngày 5 tháng 8 năm 1944, nó đụng độ với một đoàn tàu Đức ngoài khơi đảo Yeu, và đã đánh chìm hai tàu quét mìn hộ tống và một tàu tuần tra; HMCS Haida bị hư hại trong trận này. Sau đó Ashanti trải qua một đợt tái trang bị kéo dài và tốn kém, nên không thể tham gia hoạt động tác chiến nào khác, trong khi những chiếc khu trục lớp Tribal khác của Hải quân Hoàng gia được gửi sang châu Á để chống lại Đế quốc Nhật Bản.
Khi chiến tranh kết thúc, Ashanti tỏ ra không thích hợp để tiếp tục phục vụ. Nó ngừng hoạt động và được đưa về lực lượng dự bị sau khi Nhật Bản đầu hàng. Đến năm 1947, nó được đưa vào danh sách loại bỏ và được sử dụng như một mục tiêu huấn luyện. Đến ngày 12 tháng 4 năm 1948, nó đi đến xưởng của hãng West of Scotland Shipbreakers để tháo dỡ.